# Prionopelta kraepelini
Prionopelta kraepelini é uma espécie de formiga do gênero Prionopelta.